# Мадмас (приток Яренги)
Мадмас (Модмас) — река в России, протекает по Архангельской области. Устье реки находится в 67 км по правому берегу реки Яренга. Длина реки составляет 19 км. Исток реки находится на высоте около 170 м над уровнем моря. Через населённые пункты не протекает.

## Данные водного реестра
По данным государственного водного реестра России относится к Двинско-Печорскому бассейновому округу, водохозяйственный участок реки — Вычегда от города Сыктывкар и до устья, речной подбассейн реки — Вычегда. Речной бассейн реки — Северная Двина.
Код объекта в государственном водном реестре — 03020200212103000023450.